# Apocephalus glomerosus
Apocephalus glomerosus är en tvåvingeart som beskrevs av Brown 2002. Apocephalus glomerosus ingår i släktet Apocephalus och familjen puckelflugor.
Artens utbredningsområde är Missouri. Inga underarter finns listade i Catalogue of Life.